# Pijiño
Pijiño é um município da Colômbia, localizado no departamento de Magdalena.